# Sr. Ávila
Sr. Ávila est une série télévisée dramatique mexicaine en quarante-trois épisodes de 60 minutes diffusés entre le 26 mai 2013 et le 30 septembre 2018 sur le réseau HBO Latino.
Cette série est inédite dans tous les pays francophones.

## Fiche technique
Sauf indication contraire, les informations mentionnées dans cette section peuvent être confirmées par la base de données cinématographiques IMDb,  présente dans la section « Liens externes ».
- Titre original : Sr. Ávila
- Réalisation : Fernando Rovzar, Jorge Eduardo Ramírez, Alejandro Lozano, Alfonso Pineda Ulloa, José Manuel Cravioto et Tony Dalton
- Scénario : Marcelo Slavich, Walter Slavich et Fernando Rovzar
- Photographie : Daniel Jacobs
- Musique : Álvaro Arce Urroz et Andrés Franco
- Casting : Rossy Argüelles, Andrea Abbiati, Isabel Cotázar, Natalia Beristáin et Emilie Moran
- Montage : Jorge Macaya, Mario Monroy Nieblas et Rodrigo Ríos
- Décors : Sofia Medal, Daniela Larios et Liliana Cortés
- Costumes : Mariana Watson
- Production : Alexis Fridman, Luis Peraza, Roberto Rios et Tony Dalton
  - Producteur associé : Paul Drago et Jorge Tijerina
  - Coordinateur de la production : Eduardo Díaz Casanova et Viridiana Torres
  - Producteur exécutif : Mariana Aceves
- Sociétés de production : Lemon Films et HBO Latino
- Société de distribution : HBO Latino
- Chaîne d'origine : HBO Latino
- Pays d'origine :  Mexique
- Langue originale : espagnol
- Genre : Drame
- Durée : 60 minutes

## Distribution

### Acteurs principaux
- Tony Dalton : Roberto Ávila
- Carlos Aragón : Iván Alcázar
- Camila Selser : Ana Solares
- Juan Carlos Remolina : Detective Sanchez

### Acteurs récurrents et invités
- Nailea Norvind : María Ávila
- Adrían Alonso : Emiliano Ávila
- Ilse Salas : Erika Duarte
- Jorge Caballero : Ismael Rueda
- Hernán Mendoza : Ybarra
- Fernando Ciangherotti : Nicolas Duarte
- Ari Brickman : El Croata
- Rebecca Jones : Dr Mola
- Mauricio Isaac : Blas
- Margarita Muñoz : Magda Muñoz
- Daniel Martínez : Díaz
- Iliana Fox : Tamara
- Martijn Kuiper : Cardoso
- Adal Ramones : Ciego
- Sofía Sisniega : Luna
- Jean Paul Leroux : Jesus Galvan
- Paulina Gaitán : Juliana Rivas
- Alex Sirvent : El Chulo
- Michel Brown : Daniel Molina
- Fernando Gaviria : Bermùdez
- Javier Díaz Dueñas : Patron
- Marcela Guirado : Natalia
- Miguel Palmer : Moishe

## Épisodes

### Saison 1 (2013)
1. Surprise Party
2. By the Book
3. A Lousy Job
4. A Stranger in the Mirror
5. Sr. Ávila
6. Reliquaries and Vampires
7. To Kill an Immortal
8. God's Whims
9. The Child and the Spiderweb
10. Neither Borges, Nor God
11. Freud and Ghosts
12. That Day
13. A Child's Gaze

### Saison 2 (2014)
1. Christ's Hitman
2. Pies in the Face
3. The Master and the Watchmaker
4. Playing to be Someone Else
5. Compensation
6. The Good and the Bad Master
7. A Shot in the Mouth
8. Beast's Mercy
9. El Sr. Juárez
10. Master of Masters

### Saison 3 (2016)
1. A Clown Roars into the Night
2. The Faceless Woman
3. The Hacking Bells
4. The Puzzle
5. Gentelmen, Place Your Bets
6. Too Long of Night
7. Rumors about a Dead Man
8. A Ghost Named Molina
9. Puppets and Puppeteers
10. Twelve Names

### Saison4 (2018)
1. Above and Below the Don
2. Respectfully
3. God's Hobby
4. The Embalmed Wolf is Sleeping
5. All or Nothing
6. Be Careful What You Wish For
7. The Ways of the Lord
8. My Way
9. Get Away From Me
10. Kill Well to Love Better